# Schelesnogorsk (Kursk)
Schelesnogorsk (russisch Железногорск, Transliteration Železnogorsk, deutsch etwa Eisenberg) ist eine Stadt in der Oblast Kursk im südwestlichen Russland. Sie liegt im Nordteil der Oblast, rund 90 km nordwestlich der Gebietshauptstadt Kursk und direkt an der Grenze zur Oblast Orjol. Die nächstgelegene Stadt ist Dmitrowsk in der Oblast Orjol, rund 20 km nordwestlich von Schelesnogorsk.
Mit 95.049 Einwohnern (Stand 14. Oktober 2010) ist Schelesnogorsk nach Kursk die zweitgrößte Stadt in der Oblast Kursk.

## Geschichte

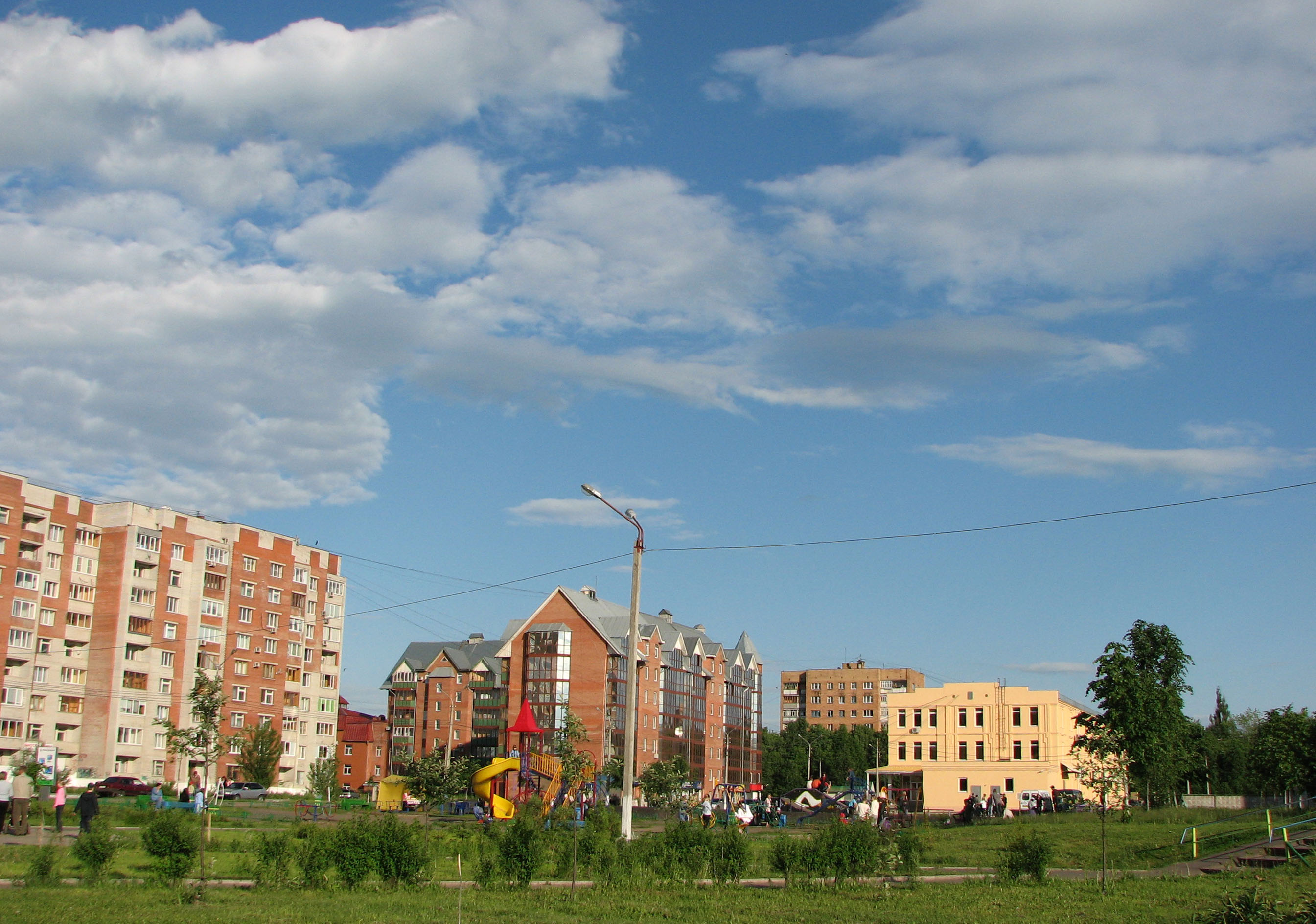
Ein neues Wohnviertel in Schelesnogorsk

Schelesnogorsk wurde im Zuge der 1950 begonnenen Erschließung der Kursker Magnetanomalie, einer der größten Eisenerzlagerstätten weltweit, gegründet. Als Geburtsdatum der Stadt gilt der 2. Oktober 1957, als hier der Bau der ersten Arbeiterwohnviertel gestartet wurde. Bereits drei Jahre später betrug die Bevölkerungszahl der Siedlung rund 2000 Einwohner, und 1962, als der Ort offiziell den Stadtstatus erhielt, waren es bereits über 9000.
Der Ortsname, den Schelesnogorsk bei seiner Gründung erhielt, bedeutet wörtlich so viel wie „Eisenberg“, was die primäre Bedeutung der Stadt für die Förderung und Verarbeitung des Eisens unterstreichen sollte.

### Bevölkerungsentwicklung
| Jahr | Einwohner |
| ---- | --------- |
| 1959 | 01.897    |
| 1970 | 30.953    |
| 1979 | 65.280    |
| 1989 | 85.192    |
| 2002 | 95.528    |
| 2010 | 95.049    |
| 2021 | 97.038    |

Anmerkung: Volkszählungsdaten

### Städtepartnerschaften
- Spremberg in Deutschland (Brandenburg) seit dem 29. April 2016

## Wirtschaft und Verkehr

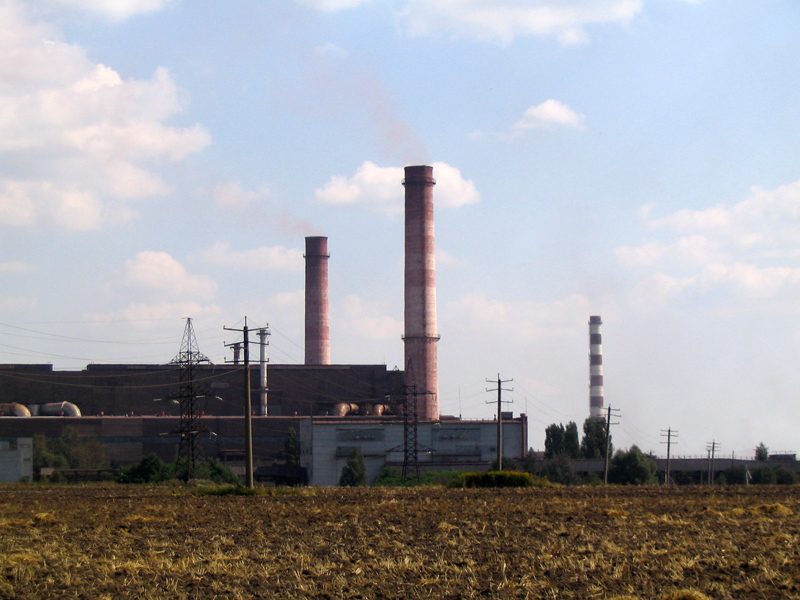
Eisenkombinat in Schelesnogorsk

Schelesnogorsk ist eine der führenden Bergbaustädte der Kursker Region. Als wichtigstes Unternehmen der Stadt gilt das Schelesnogorsker Eisenbergbaukombinat MGOK, das zeitgleich mit der Stadt gegründet wurde und heute als Teil der Metallurgieholding Metalloinvest zu den führenden russischen Betrieben der Eisenerzförderung und der eisenverarbeitenden Industrie gehört. Daneben gibt es in Schelesnogorsk eine Reihe kleinerer Fabriken, unter anderem die Verpackungsfabrik GOTEK, eine Ziegelei, ferner Nahrungsmittel- und Textilindustrie.
Die wichtigsten Verkehrsverbindungen von Schelesnogorsk sind die Eisenbahnstrecke von Orjol (Orel) nach Lgow sowie die nahe verlaufende Europastraße 93 bzw. ihr als A142 bekannter russischer Teilabschnitt.

## Söhne und Töchter der Stadt
- Pawel Fomenko (* 1976), Hochspringer
- Jekaterina Wolkowa (* 1978), Leichtathletin
- Alexander Pogorelow (* 1980), Zehnkämpfer
- Olessja Tschumakowa (* 1981), Mittelstreckenläuferin